# طواف أوقيانوسيا للدراجات 2020
طواف أوقيانوسيا للدراجات 2020 (بالإنجليزية: 2020 UCI Oceania Tour)‏ هو الموسم 16 من  طواف أوقيانوسيا للدراجات ‏،  بدأ في 15 يناير 2020،  وأختتم في 17 مارس 2020.

## السباقات
| طواف أوقيانوسيا للدراجات | طواف أوقيانوسيا للدراجات | طواف أوقيانوسيا للدراجات | طواف أوقيانوسيا للدراجات | طواف أوقيانوسيا للدراجات | طواف أوقيانوسيا للدراجات | طواف أوقيانوسيا للدراجات | طواف أوقيانوسيا للدراجات |
| التاريخ                  | #                        | السباق                   | الفائز                   | الثاني                   | الثالث                   |                          |                          |
| ------------------------ | ------------------------ | ------------------------ | ------------------------ | ------------------------ | ------------------------ | ------------------------ | ------------------------ |
| 15 – 19 يناير 2020       | 1                        | طواف نيوزيلندا الكلاسيكي | Rylee Field ‏             | آرون جيت                 | كوربين سترونغ            |                          |                          |
| 25 يناير                 | 2                        | غرافل آند تار ‏           | هايدن ماكورميك           | Luke Mudgway ‏            | Samuel Volkers ‏          |                          |                          |
| 30 يناير                 | 3                        | Race Torquay ‏            | سام بينيت                | جياكومو نيزولو           | Alberto Dainese ‏         |                          |                          |
| 05 – 09 فبراير 2020      | 4                        | طواف هيرالد صن           | جاي هيندلي               | Sebastian Berwick ‏       | داميان هاوسون            |                          |                          |